# Anka (информационное агентство)
Информационное агентство ANKA (тур. Anka Haber Ajansı, ANKA) — информационное агентство, базирующееся в Анкаре, Турция. Основано в 1972 году. В переводе с турецкого «анка» означает феникс.

## История
Было основана в 1972 году известным турецким журналистом и политиком Алтаном Ойменом. В 1977 году Оймен покинул ANKA, чтобы продолжить политическую карьеру. Новый владелец  Мюсерреф Хекимоглу (Müşerref Hekimoğlu)  превратил ANKA в акционерное общество.  Хекимоглу руководил ANKA до 2004 года.
В 2007 году офисы ANKA были взломаны, а ее компьютерные жесткие диски украдены после того, как агентство сообщило о связях Эрхана Тунчела (Erhan Tuncel, соучастник убийства Гранта Динка) с националистическими кругами и о том, что Тунчел был осведомителем полиции и агентом разведывательной службы жандармерии JITEM.